# رکن‌الدین خسروی
رکن‌الدین خسروی (زادهٔ ۱۶ اسفند ۱۳۰۸ – درگذشتهٔ ۲۶ دی ۱۳۹۵) نویسنده، کارگردان تئاتر، مترجم اهل ایران بود.

## زندگی
وی در سال ۱۳۲۷ موفق به اخذ مدرک دیپلم ادبیات خود از دبیرستان البرز تهران شد و سال بعد از به دانشکده حقوق دانشگاه تهران راه پیدا کرد، در سال ۱۳۲۹ او در این رشته ترک تحصیل کرد و مشغول تحصیل در رشته ادبیات در دانشکده ادبیات دانشگاه تهران شد.
در سال ۱۳۳۴ در دوره ۶ ماهه کلاس‌های تئاتر دیویدسن شرکت و به فراگیری هنرهای نمایشی پرداخت.
وی همچنین در سال ۱۳۳۵ به شرکت در کلاس‌های هنرپیشگی و کارگردانی مهدی فروغ پرداخت و جزء نخستین دانشجویان در این رشته به‌شمار می‌آمد.
در سال ۱۳۳۶ با همکاری مهدی فروغ اقدام به تأسیس اداره هنرهای دراماتیک کرد و در سال ۱۳۳۷ با کارگردانی و به روی صحنه آوردن جایی که صلیب گذاشت شد در اداره هنرهای دراماتیک و ضبط تلویزیونی این نمایش قدم بر این عرصه نهاد.
خسروی همچنین در این مدت در اداره هنرهای دراماتیک توانست چند تئاتر دیگر را کارگردانی و اجرا کند مانند:
1. سایه دره، نوشته: ویلیام سینگ
2. خاموشی دریا، نوشته: ورکور
3. پیک نیک در میدان جنگ، نوشته: فرناندو آرابال

خسروی در سال ۱۳۴۲ شروع به همکاری با گروه تئاتر دانشگاه تهران کرد و مشغول کارگردانی این گروه و اجرای نمایش‌هایی در آنجا شد، و در همین سال از سوی اداره هنرهای دراماتیک برای شرکت در دوره‌های آموزشی بازیگری و کارگردانی کانون تئاتر انگلیس عازم لندن می‌شود.
خسروی در سال ۱۳۴۹ برای تحصیل در رشته کارگردانی تئاتر در مدرسه دراماسنتر با ریاست افتخاری پیتر بروک عازم لندن شد و در سال ۱۳۵۲ به تهران بازگشت و لبخند باشکوه آقای گیل نوشته اکبر رادی را به روی صحنه برد.
او در سال ۱۳۵۴ همکاری خود را با گروه تئاتر دانشگاه صنعتی شریف به عنوان کارگردان گروه آغاز کرد. در سال ۱۳۶۰ دعوت به پذیرش استعفا و بازنشستگی شد و سال ۱۳۷۵ کشورش را به مقصد لندن ترک گفت.
ایشان تا پایان سال ۱۳۷۱ نیز در آموزشکده هنر (فرهنگسرای نیاوران) به تدریس "بازیگری"، "کارگردانی" و "تاریخ نمایش در ایران" اشتغال داشتند. نمایش‌های "کوهولین"، "ادیپوس (ادیپ شهریار)" و "باغ آلبالو" حاصل همکاری بسیاری از دانشجویان این آموزشکده بود.

## نمایش‌ها

### در ایران
- جایی که صلیب گذاشته شد، نوشته:؟ (۱۳۳۷)
- سایه دره، نوشته: ویلیام سینگ (سال ؟)
- خاموشی دریا،  نوشته: ورکور (سال ؟)
- پیک نیک در میدان جنگ، نوشته: فرناندو آرابال (۱۳۴۴)
- کلبه‌ای در جنگل، نوشته: روبرت بروک (۱۳۴۴)
- پایان بازی، نوشته: ساموئل بکت (۱۳۴۶)
- آنتیگون، نوشته: ژان آنوی (۱۳۴۶)
- حکومت زمان خان بروجردی، نوشته: میرزاآقا تبریزی (۱۳۴۷)
- از پشت شیشه‌ها، نوشته: اکبر رادی (۱۳۴۸)
- لبخند با شکوه آقای گیل، نوشته: اکبر رادی (۱۳۵۲)
- سلام و خداحافظ، نوشته: آثول فوگارد (۱۳۵۳)
- ابراهیم توبچی و آقا بیک، نوشته: منوچهر رادین (۱۳۵۴)
- زیتون، نوشته: آرمان امید (۱۳۵۵)
- محاکمه ژندارک، نوشته: برتولت برشت (۱۳۵۶)
- سی زوئه بانسی مرده است، نوشته: آثول فوگارد (۱۳۵۷)
- گوشه نشینان آلتونا، نوشته: ژان پل سارتر (۱۳۵۸)
- مرگ بر آمریکا! (۱۳۵۹)
- کوهولین، نوشته: ویلیام باتلر ییتس (۱۳۶۹)
- ادیپوس، اثر: سوفکل (۱۳۷۰)
- باغ آلبالو، نوشته: آنتون چخوف (۱۳۷۱)
- دشمن مردم، نوشته :هنریک ایبسن
- تولد، نوشته: آرمان گاتی

### در اروپا
- همه عطرهای تابستان، نوشته: فرناندو آرابال
- مده‌آ، نوشته:داریو فو
- آوازه‌خوان طاس، نوشته: اوژن یونسکو
- یادداشت‌های روزانه یک دیوانه، نوشته: گوگول
- مرگ در می‌زند، نوشته: وودی آلن
- سوزنبان، نوشته: خوآن خوزه آره اولاً
- دعوت، نوشته: غلامحسین ساعدی

## بزرگداشت
در ۲۷ شهریور ۱۳۸۹، به همت انجمن بازیگران خانه تئاتر ایران مراسم بزرگداشتی برای خسروی با شرکت بازیگرانی چون اکبر زنجانپور، رؤیا تیموریان، بهزاد فراهانی، صدیق تعریف، بهروز بقایی و … برگزار شد.
انجمن سخن در تاریخ ۸ ژوئن ۲۰۱۲ مراسم بزرگداشتی با حضور پرویز صیاد، مجید بهشتی، پرویز جاهد، محمود کویر و … در دانشکده سواس لندن برگزار کرد.
یکی از سالن‌های تماشاخانه سه نقطه در تهران به نام رکن‌الدین خسروی نام‌گذاری شده است. این تماشاخانه در ۱۹ خرداد ۱۳۹۲ با پیامی از خسروی افتتاح شد.

## در آثار دیگران
کتاب رکن‌الدین خسروی در سال ۱۳۸۶ به کوشش محمد ایوبی از سوی نشر تحربه منتشر شد. این کتاب به بررسی آثار اجرایی خسروی و نقدها و نظرات منتشر شده در مورد نمایش‌های وی می‌پردازد.